# 前田利考
前田 利考（まえだ としやす）は、加賀大聖寺藩の第8代藩主。

## 生涯
安永8年（1779年）1月10日、第6代藩主・前田利精の長男として江戸で生まれる。天明2年（1782年）8月21日、父が不行跡により宗家の加賀藩主・前田治脩によって監禁・強制隠居されたとき、幼少のために家督は叔父の利物が継ぐことになった。天明8年（1788年）、利物が死去した後、その養子として家督を継ぐ。
父と違って有能で、乱れた藩政を立て直すために綱紀粛正、質素倹約による財政再建、文武の奨励などを行なって藩政の刷新を目指した。しかし、文化2年12月25日（1806年2月13日）に27歳で死去した。跡は、従弟（利物の息子）で養子の利之が継いだ。
大聖寺藩の歴代藩主の中では、名君と称されている。

## 系譜
父母
- 前田利精（実父）
- 敬大院 ー 西島氏、側室（実母）
- 前田利物（養父）

正室
- 峻徳院 ー 溝口直信の娘

側室
- 青松院 ー 竹内氏

養子
- 前田利之 ー 前田利物の三男